# Andreja Klepač
Andreja Klepač (ur. 13 marca 1986 w Koprze) – słoweńska tenisistka.

## Kariera tenisowa
Ma na koncie zwycięstwa w trzech turniejach ITF w singlu i czternastu w deblu.
W sezonie 2007 awansowała do finału zawodów singlowych w Portorožu. Razem z Jeleną Lichowcewą uległy parze Lucie Hradecká–Renata Voráčová wynikiem 7:5, 4:6, 7–10.
W 2008 roku osiągnęła finał imprezy WTA Tour w Budapeszcie, w którym uległa Alizé Cornet 6:7(5), 3:6.
W 2009 roku wspólnie z Soraną Cîrsteą osiągnęły finał w Barcelonie, przegrywając w meczu mistrzowskim z Nurią Llagosterą Vives i Maríą José Martínez Sánchez 6:3, 2:6, 8–10.
W sezonie 2013 w grze podwójnej razem z Sandrą Klemenschits triumfowała w zawodach w Bad Gastein, pokonując w finale Kristinę Barrois i Eleni Daniilidu 6:1, 6:4.
W lipcu 2014 razem z Maríą-Teresą Torró-Flor osiągnęły finał zawodów w Bad Gastein, w którym przegrały z siostrami Karolíną i Kristýną Plíškovymi 6:4, 3:6, 6–10. W następnym tygodniu para triumfowała w Båstad, pokonując w meczu mistrzowskim Jocelyn Rae i Annę Smith 6:1, 6:1. W sierpniu Klepač wspólnie z Sílvią Soler Espinosą zwyciężyły w finale w New Haven z deblem Marina Erakovic–Arantxa Parra Santonja wynikiem 7:5, 4:6, 10-7. Do ostatniego w sezonie finału Słowenka awansowała w Tiencinie, gdzie razem z Soraną Cîrsteą uległy 7:6(7), 2:6, 8–10 Ałłie Kudriawcewej i Anastasiji Rodionowej.
W sierpniu 2015 zawodniczka razem z Larą Arruabarreną osiągnęły finał zawodów w Waszyngtonie, przegrywając 5:7, 6:7(6) z Belindą Bencic oraz Kristiną Mladenovic. Miesiąc później ponownie z Hiszpanką osiągnęły finał zawodów w Seulu, lecz tym razem zwyciężyły, pokonując holendersko-szwedzką parę Kiki Bertens–Johanna Larsson. W październiku w finale w Hongkongu uległy Alizé Cornet i Jarosławie Szwiedowej.
Następnie jej partnerką deblową została María José Martínez Sánchez, z którą w 2017 roku wygrała turniej w Tokio, w finale pokonując Darję Gawriłową oraz Darję Kasatkinę 6:3, 6:2.
W 2018 roku debel przegrywał w meczach mistrzowskich zawodów w Brisbane, Dosze i Charleston. Tenisistki wygrały natomiast turniej w Santa Ponça, pokonując w finale Lucie Šafářovą i Barborę Štefkovą wynikiem 6:1, 3:6, 10–3.
W sezonie 2019 w parze z Lucie Hradecką odniosły triumf w zawodach w Cincinnati. Razem z Ludmyłą Kiczenok uczestniczyły w rozgrywkach WTA Elite Trophy w Zhuhai, w których wygrały oba mecze fazy grupowej oraz spotkanie finałowe przeciwko Duan Yingying i Yang Zhaoxuan.
W 2021 roku występowała w deblu z Dariją Jurak. Tenisistki osiągnęły cztery finały turniejowe – kolejno w Parmie, Bad Homburg vor der Höhe, San Jose i Montrealu. Końcowe zwycięstwo uzyskały w rozgrywkach w Niemczech i Stanach Zjednoczonych.
Sezon 2022 wspólnie z Dariją Jurak Schreiber rozpoczęły od finału w Adelaide, w którym przegrały z Ashleigh Barty i Storm Sanders. W kwietniu razem z Magdą Linette okazały się najlepsze w turnieju w Charleston.

## Historia występów wielkoszlemowych
Legenda
     W, wygrany turniej
     F, przegrana w finale
     SF, przegrana w półfinale
     QF, przegrana w ćwierćfinale
     xR, przegrana w x rundzie
     Qx, przegrana w x rundzie kwalifikacji
     A, brak startu
     NH, turniej nie odbył się

### Występy w grze pojedynczej
| Australian Open        | A   | A   | A   | 1R  | Q2  | Q2  | A   | A   | A   | A   | A   | A | A    | A | A | A | A  | A | A | 0 / 1 | 0 – 1 |  |  |  |  |  |
| French Open            | A   | A   | A   | Q2  | A   | Q1  | A   | A   | A   | A   | A   | A | A    | A | A | A | NH | A | A | 0 / 0 | 0 – 0 |  |  |  |  |  |
| Wimbledon              | A   | A   | A   | Q3  | Q2  | Q1  | A   | A   | A   | A   | A   | A | A    | A | A | A | A  | A | A | 0 / 0 | 0 – 0 |  |  |  |  |  |
| US Open                | A   | A   | A   | 1R  | 1R  | A   | A   | A   | A   | A   | A   | A | A    | A | A | A | A  | A | A | 0 / 2 | 0 – 2 |  |  |  |  |  |
|                        |     |     |     |     |     |     |     |     |     |     |     |   |      |   |   |   |    |   |   |       |       |  |  |  |  |  |
| Ranking na koniec roku | 412 | 298 | 216 | 137 | 131 | 259 | 323 | 337 | 508 | 830 | 833 | – | 1179 | – | – | – | –  | – |   | 0 / 3 | 0 – 3 |  |  |  |  |  |

### Występy w grze podwójnej
| Australian Open        | A   | A   | A   | A   | A   | A  | A   | A  | 3R | 1R | 1R | QF | 1R | 3R | 1R | QF | 1R | 2R | 1R | 0 / 11 | 11 – 11 |  |  |  |  |  |  |
| French Open            | A   | A   | A   | A   | A   | 2R | A   | A  | 1R | A  | 2R | 1R | 3R | 3R | QF | 3R | 1R | QF | 1R | 0 / 11 | 14 – 11 |  |  |  |  |  |  |
| Wimbledon              | A   | A   | A   | A   | A   | Q1 | A   | 1R | 2R | A  | 1R | 1R | 1R | 3R | 3R | 1R | NH | 1R | QF | 0 / 10 | 8 – 10  |  |  |  |  |  |  |
| US Open                | A   | A   | A   | A   | A   | A  | A   | 3R | 1R | 2R | 1R | QF | QF | QF | 1R | 1R | 2R | 3R | 3R | 0 / 12 | 17 – 12 |  |  |  |  |  |  |
|                        |     |     |     |     |     |    |     |    |    |    |    |    |    |    |    |    |    |    |    |        |         |  |  |  |  |  |  |
| Ranking na koniec roku | 426 | 309 | 184 | 177 | 118 | 94 | 100 | 64 | 78 | 67 | 43 | 25 | 30 | 24 | 18 | 30 | 39 | 19 |    | 0 / 44 | 50 – 44 |  |  |  |  |  |  |

### Występy w grze mieszanej
| Australian Open | A | A | A | A | A | A | A | A | A  | A | A  | 2R | SF | 1R | 1R | 2R | 2R | QF | 1R | 0 / 8  | 8 – 8   |  |  |  |  |  |  |
| French Open     | A | A | A | A | A | A | A | A | A  | A | A  | 2R | 2R | QF | 2R | 2R | NH | A  | 2R | 0 / 6  | 7 – 6   |  |  |  |  |  |  |
| Wimbledon       | A | A | A | A | A | A | A | A | 2R | A | 2R | 1R | QF | 3R | 2R | 3R | NH | QF | 2R | 0 / 9  | 9 – 9   |  |  |  |  |  |  |
| US Open         | A | A | A | A | A | A | A | A | A  | A | A  | 1R | 1R | 1R | A  | 1R | NH | 2R | 1R | 0 / 6  | 1 – 6   |  |  |  |  |  |  |
|                 |   |   |   |   |   |   |   |   |    |   |    |    |    |    |    |    |    |    |    |        |         |  |  |  |  |  |  |
|                 |   |   |   |   |   |   |   |   |    |   |    |    |    |    |    |    |    |    |    | 0 / 29 | 25 – 29 |  |  |  |  |  |  |

## Finały turniejów WTA
| Legenda                     | Legenda |
| --------------------------- | ------- |
| Wielki Szlem                |         |
| Igrzyska olimpijskie        |         |
| WTA Tour Championships      |         |
| WTA Elite Trophy            |         |
| 1988 – 2008                 |         |
| Kategoria I                 |         |
| Kategoria II                |         |
| Kategoria III               |         |
| Kategoria IV                |         |
| Kategoria V                 |         |
| 2009 – 2020                 |         |
| WTA Premier Mandatory       |         |
| WTA Premier 5               |         |
| WTA Premier                 |         |
| WTA International Series    |         |
| WTA 125K series (2012–2020) |         |
| od 2021                     |         |
| WTA 1000 (obowiązkowe)      |         |
| WTA 1000 (nieobowiązkowe)   |         |
| WTA 500                     |         |
| WTA 250                     |         |
| WTA 125                     |         |

### Gra pojedyncza 1 (0–1)
| Końcowy wynik | Nr | Data          | Turniej   | Nawierzchnia | Przeciwniczka | Wynik finału |
| ------------- | -- | ------------- | --------- | ------------ | ------------- | ------------ |
| Finalistka    | 1. | 13 lipca 2008 | Budapeszt | Ceglana      | Alizé Cornet  | 6:7(5), 3:6  |

### Gra podwójna 23 (11–12)
| Końcowy wynik | Nr  | Data                 | Turniej                  | Nawierzchnia  | Partnerka                   | Przeciwniczki                                      | Wynik finału      |
| ------------- | --- | -------------------- | ------------------------ | ------------- | --------------------------- | -------------------------------------------------- | ----------------- |
| Finalistka    | 1.  | 23 września 2007     | Portorož                 | Twarda        | Jelena Lichowcewa           | Lucie Hradecká Renata Voráčová                     | 7:5, 4:6, 7–10    |
| Finalistka    | 2.  | 19 kwietnia 2009     | Barcelona                | Ceglana       | Sorana Cîrstea              | Nuria Llagostera Vives María José Martínez Sánchez | 6:3, 2:6, 8–10    |
| Zwyciężczyni  | 1.  | 21 lipca 2013        | Bad Gastein              | Ceglana       | Sandra Klemenschits         | Kristina Barrois Eleni Daniilidu                   | 6:1, 6:4          |
| Finalistka    | 3.  | 13 lipca 2014        | Bad Gastein              | Ceglana       | María-Teresa Torró-Flor     | Karolína Plíšková Kristýna Plíšková                | 6:4, 3:6, 6–10    |
| Zwyciężczyni  | 2.  | 20 lipca 2014        | Båstad                   | Ceglana       | María-Teresa Torró-Flor     | Jocelyn Rae Anna Smith                             | 6:1, 6:1          |
| Zwyciężczyni  | 3.  | 23 sierpnia 2014     | New Haven                | Twarda        | Sílvia Soler Espinosa       | Marina Erakovic Arantxa Parra Santonja             | 7:5, 4:6, 10–7    |
| Finalistka    | 4.  | 12 października 2014 | Tiencin                  | Twarda        | Sorana Cîrstea              | Ałła Kudriawcewa Anastasija Rodionowa              | 7:6(7), 2:6, 8–10 |
| Finalistka    | 5.  | 8 sierpnia 2015      | Waszyngton               | Twarda        | Lara Arruabarrena           | Belinda Bencic Kristina Mladenovic                 | 5:7, 6:7(6)       |
| Zwyciężczyni  | 4.  | 27 września 2015     | Seul                     | Twarda        | Lara Arruabarrena           | Kiki Bertens Johanna Larsson                       | 2:6, 6:3, 10–6    |
| Finalistka    | 6.  | 18 października 2015 | Hongkong                 | Twarda        | Lara Arruabarrena           | Alizé Cornet Jarosława Szwiedowa                   | 5:7, 4:6          |
| Zwyciężczyni  | 5.  | 23 września 2017     | Tokio                    | Twarda        | María José Martínez Sánchez | Darja Gawriłowa Darja Kasatkina                    | 6:3, 6:2          |
| Finalistka    | 7.  | 6 stycznia 2018      | Brisbane                 | Twarda        | María José Martínez Sánchez | Kiki Bertens Demi Schuurs                          | 5:7, 2:6          |
| Finalistka    | 8.  | 18 lutego 2018       | Doha                     | Twarda        | María José Martínez Sánchez | Gabriela Dabrowski Jeļena Ostapenko                | 3:6, 3:6          |
| Finalistka    | 9.  | 8 kwietnia 2018      | Charleston               | Ceglana       | María José Martínez Sánchez | Ałła Kudriawcewa Katarina Srebotnik                | 3:6, 3:6          |
| Zwyciężczyni  | 6.  | 24 czerwca 2018      | Santa Ponça              | Trawiasta     | María José Martínez Sánchez | Lucie Šafářová Barbora Štefková                    | 6:1, 3:6, 10–3    |
| Zwyciężczyni  | 7.  | 17 sierpnia 2019     | Cincinnati               | Twarda        | Lucie Hradecká              | Anna-Lena Grönefeld Demi Schuurs                   | 6:4, 6:1          |
| Zwyciężczyni  | 8.  | 27 października 2019 | Zhuhai                   | Twarda (hala) | Ludmyła Kiczenok            | Duan Yingying Yang Zhaoxuan                        | 6:3, 6:3          |
| Finalistka    | 10. | 22 maja 2021         | Parma                    | Ceglana       | Darija Jurak                | Coco Gauff Catherine McNally                       | 3:6, 2:6          |
| Zwyciężczyni  | 9.  | 26 czerwca 2021      | Bad Homburg vor der Höhe | Trawiasta     | Darija Jurak                | Nadija Kiczenok Raluca Olaru                       | 6:3, 6:1          |
| Zwyciężczyni  | 10. | 8 sierpnia 2021      | San Jose                 | Twarda        | Darija Jurak                | Gabriela Dabrowski Luisa Stefani                   | 6:1, 7:5          |
| Finalistka    | 11. | 15 sierpnia 2021     | Montreal                 | Twarda        | Darija Jurak                | Gabriela Dabrowski Luisa Stefani                   | 3:6, 4:6          |
| Finalistka    | 12. | 9 stycznia 2022      | Adelaide                 | Twarda        | Darija Jurak Schreiber      | Ashleigh Barty Storm Sanders                       | 1:6, 4:6          |
| Zwyciężczyni  | 11. | 10 kwietnia 2022     | Charleston               | Ceglana       | Magda Linette               | Lucie Hradecká Sania Mirza                         | 6:2, 4:6, 10–7    |

## Występy w Turnieju Mistrzyń

### W grze podwójnej
| Rok  | Rezultat     | Partnerka                   | Przeciwniczki                                                                                | Wynik                                         |
| 2017 | Ćwierćfinał  | María José Martínez Sánchez | Tímea Babos Andrea Hlaváčková                                                                | 3:6, 4:6                                      |
| 2018 | Ćwierćfinał  | María José Martínez Sánchez | Andrea Sestini Hlaváčková Barbora Strýcová                                                   | 1:6, 2:6                                      |
| 2021 | Faza grupowa | Darija Jurak Schreiber      | Shūko Aoyama Ena Shibahara Samantha Stosur Zhang Shuai Nicole Melichar-Martinez Demi Schuurs | 0:6, 4:6 6:7(10), 7:6(4), 10–5 4:6, 6:3, 2–10 |

## Występy w Turnieju WTA Elite Trophy

### W grze podwójnej
| Rok  | Rezultat     | Partnerka              | Przeciwniczki                                              | Wynik                   |
| 2015 | Faza grupowa | Klaudia Jans-Ignacik   | Liang Chen Wang Yafan Ludmyła Kiczenok Nadija Kiczenok     | 6:7(6), 3:6 6:7(3), 1:6 |
| 2016 | Faza grupowa | Arantxa Parra Santonja | Oksana Kalasznikowa Tatjana Maria Yang Zhaoxuan You Xiaodi | 6:1, 7:6(1) 3:6, 3:6    |
| 2019 | Zwycięstwo   | Ludmyła Kiczenok       | Duan Yingying Yang Zhaoxuan                                | 6:3, 6:3                |

## Wygrane turnieje singlowe rangi ITF
| turnieje z pulą nagród 100 000 $ |
| turnieje z pulą nagród 75 000 $  |
| turnieje z pulą nagród 50 000 $  |
| turnieje z pulą nagród 25 000 $  |
| turnieje z pulą nagród 15 000 $  |
| turnieje z pulą nagród 10 000 $  |

### Gra pojedyncza
|    | Data       | Turniej | Kat. | ($)    | Naw.   | Finalistka         | Wynik         |
| 1. | 30/04/2005 | Rabat   | ITF  | 10 000 | ziemna | Dominika Cibulková | 6:1, 3:6, 6:4 |
| 2. | 16/07/2006 | Toruń   | ITF  | 25 000 | ziemna | Joanna Sakowicz    | 6:0, 6:2      |
| 3. | 27/08/2006 | Maribor | ITF  | 10 000 | ziemna | Dia Ewtimowa       | 6:4, 2:6, 6:3 |